# ФК Апоел (Кфар Саба)
ФК Апоел Кфар Саба (на иврит: מועדון כדורגל הפועל כפר סבא), Amutat Hapoel Ra'anana Mahleket Kaduregel) е израелски футболен клуб от град Кфар Саба. Клубът се състезава в израелската Висша лига, където е изиграл 37 сезона, първият от които е бил през 1953/54. Играе своите мачове на стадион „Левита“ с капацитет 5800 зрители. Основан е през 1928 година. През 1981/82 става шампион на Израел.
През 2017 година клубът е купен от бивш играч на клуба Ицхак Шум ..

## Успехи
- Висша лига на Идраел
  -  Шампион (1): 1981/82
  -  Второ място (5): 1951/52, 1956/57, 1966/68, 2001/02, 2004/05

- Купа на Израел
  -  Носител (4): 1974/75, 1979/80, 1989/90

- Суперкупа на Израел
  -  Носител (1): 1982
  -  Финалист (3): 1975, 1980, 1990

- Лига Леумит (Втора лига)
  -  Шампион (2): 2001/02, 2004/05